# Антония: Портрет женщины
«Антония: Портрет женщины» (англ. Antonia: A Portrait of the Woman) — американский документальный фильм о жизни нидерландской пианистки и дирижёра Анонии Брико, в частности в фильме отображена борьба женщины с гендерными предубеждениями в профессии. Режиссёрами и продюсерами фильма выступили Джуди Коллинз и Джилл Годмилоу.
На 47-й церемонии вручения наград премии «Оскар» картина была номинирована в категории «Лучший документальный полнометражный фильм». В 2003 году фильм был признан «культурно, исторически или эстетически значимым» Библиотекой Конгресса США и отобран для сохранения в Национальном реестре фильмов.
В 2015 году Джуди Коллинз представил саундтрек к фильму, куда вошли произведения Листа, Бетховена, Рахманинова в исполнении Антонии Брико, диалоги из фильма, а также песня «Albatross» в исполнении Коллинз.